# Jarosław Jechorek
Jarosław Jechorek (Poznań, 31 maggio 1961) è un ex cestista polacco.

## Carriera
Con la Polonia ha disputato cinque edizioni dei Campionati europei (1981, 1983, 1985, 1987, 1991).

## Palmarès
- Campionato polacco: 4

Lech Poznań: 1982-83, 1983-84, 1988-89, 1989-90